# Живіть довго
Живіть довго — радянський художній фільм 1979 року, знятий на кіностудії «Вірменфільм».

## Сюжет
Дізнавшись про свою хворобу і переживши вирок лікарів, Вікторія приходить до Барояна, батька свого колишнього чоловіка, з проханням дати притулок дівчинці, яку вона свого часу удочерила, дізнавшись, що від неї відмовилася молода жінка, спокушена Симоном. Бароян йде до сина і, вислухавши чергову брехню, домагається зізнань. А дівчинка в особі діда і його молодшого сина Кіма знаходить близьких людей.

## У ролях
- Армен Джигарханян — Бароян
- Віолетта Геворкян — Вікторія
- Ованес Ванян — Симон
- Михайло Довлатян — Кім
- Гаяна Саркисян — Донара
- Тамара Оганесян — Азнів
- Хорен Абрамян — Сисакян
- Нерсес Оганесян — Бенік
- Гоарина Хачикян — Люся

## Знімальна група
- Режисер — Фрунзе Довлатян
- Сценаристи — Фрунзе Довлатян, Шаген Татикян
- Оператор — Альберт Явурян
- Композитор — Мартин Вартазарян
- Художник — Рафаель Бабаян